# ريكيافيك
ريكيافيك (بالآيسلندية Reykjavík)هي عاصمة آيسلندا وأكبر مدنها. تقع جنوبي البلاد علي شواطئ خليج فاكسافلوي الذي يتميز بالمضائق والمنافذ، والأرخبيلات.وعدد سكانها حوالي 117000 نسمة وتقع ريكيافيك مركز الحكومة والاقتصاد في آيسلندا,
يعتقد أن أول من سكن المنطقة النرويجيون عام 870 م. اسم ريكيافيك (reykjavík) يعني بالعربية «خليج الأدخنة» وسبب هذه التسمية كثرة البراكين الموجودة هناك.

## السكان
يضم التجمع الحضري لريكيافيك ستة مدن:
- ألتفانيس: 2.361
- غاروابر: 9.913
- هافنارجورر: 24.839
- كوبافغور: 28.561
- موسفيلسبر: 8.147
- سيلتجيرنارنس: 4.428

### النمو الديموغرافي
- 1801 - 600
- 1860 - 1.450
- 1901 - 6.321
- 1920 - 17.450
- 1930 - 28.052
- 1940 - 38.308
- 1950 - 55.980
- 1960 - 72.407
- 1970 - 81.690
- 1980 - 83.766
- 1985 - 89.868
- 1990 - 97.569
- 1995 - 104.258
- 2003 - 113.387
- 2007 - 117.721

## التوأمة
المدن التوأم :
| - كراكاس، فنزويلا. - كوبنهاغن، الدنمارك. - موسكو، روسيا - هلسنكي، فنلندا. - نوك، غرينلاند. | - كينغستون أبون هول، المملكة المتحدة. - أوسلو، النرويج. - سياتل، الولايات المتحدة. - ستوكهولم، السويد. - سانت بطرسبرج، روسيا. | - تورشافن، جزر فارو. - فيلنيوس، ليتوانيا. - وينيبيغ، كندا. - ستروميكا، مقدونيا - زيفنار، هولندا |

## أعلام
- هارولد برنس
- أتلي إذفالدسون
- كاترين ماغنوسون
- يوهانا سيغورذاردوتير
- هالدور لاكسنس
- أسجير أسجرسون
- هالدور أسغريمسون
- فيغديس فينبوغادوتير
- بيورك
- غيلفي سيغوردسون

## وصلات خارجية
- الموقع الرسمي (بالآيسلندية)
- Visit Reykjavík - الموقع الرسمي للسفر بالإنجليزية